# RMS Mauretania (1938)
RMS Mauretania je bila oceanska potniška ladja, splovljena 28. julija 1938 v ladjedelnici Cammell Laird v Birkenheadu v Angliji, dokončana pa je bila maja 1939. Druga Mauretania je bila prva ladja, zgrajena za novoustanovljeno družbo Cunard White Star po združitvi družbe Cunard Line in družbe White Star Line, aprila 1934. Po umiku prve Mauretanie leta 1934, da bi preprečili ime dati na voljo za druge linijske ladje, so bili sprejeti dogovori, da se ladja Red Funnel Queen preimenuje v Mauretanio. 
Nova ladja z imenom Mauretania je imela tonažo 35.739 GRT, dolga je bila 232 m in široka 27 m ter je imela zunanjo zasnovo, podobno, kot RMS Queen Elizabeth. Ladjo sta poganjali dve parni turbini s kotli Parsons, ki sta dobili 42.000 konjskih moči (31.000 kW) in poganjala dvojna propelerja. Njena hitrost med plovbo je bila 23 vozlov (43 km / h), njena največja hitrost pa je bila 26 vozlov (48 km / h).